# Numéro une
Cet article possède un paronyme, voir Numéro un.
Pour plus de détails, voir Fiche technique et Distribution.
Numéro une est un film dramatique français, réalisé par Tonie Marshall, sorti en 2017.
Il s'agit du dernier film de la réalisatrice, morte le 12 mars 2020.

## Synopsis
Le film raconte le parcours d'Emmanuelle Blachey (Emmanuelle Devos), ingénieure, pour accéder à la direction d'une entreprise du CAC 40 grâce au soutien d'un réseau de femmes et malgré la misogynie régnant dans ce milieu de pouvoir.

## Fiche technique
Sauf indication contraire, les informations mentionnées dans cette section peuvent être confirmées par la base de données cinématographiques IMDb,  présente dans la section « Liens externes ».
- Titre : Numéro une
- Réalisation : Tonie Marshall
- Scénario : Raphaëlle Bacqué, Marion Doussot, Tonie Marshall
- Casting : Brigitte Moidon, Valérie Trajanovski
- Décors : Anna Falguères
- Costumes : Anne Autran, Elisabeth Tavernier
- Son : Jean-Jacques Ferran
- Photographie : Julien Roux
- Montage : Marie-Pierre Frappier
- Musique : Mike Kourtzer, Fabien Kourtzer
- Production : Tonie Marshall, Véronique Zerdoun
- Sociétés de production : Canal+, Ciné+, France 3 Cinéma, TV5 Monde, Versus Production, VOO
- SOFICA : Cofimage 28
- Société de distribution : Pyramide Distribution
- Pays d'origine :  France
- Langues : français, anglais
- Format : couleur - 1,85:1 - DTS / Dolby Digital / SDDS - 35 mm
- Genre : drame, thriller
- Durée : 110 minutes (1 h 50)
- Dates de sortie :
  - France : 11 octobre 2017[1]
  - Québec : 18 mai 2018[2]

## Distribution

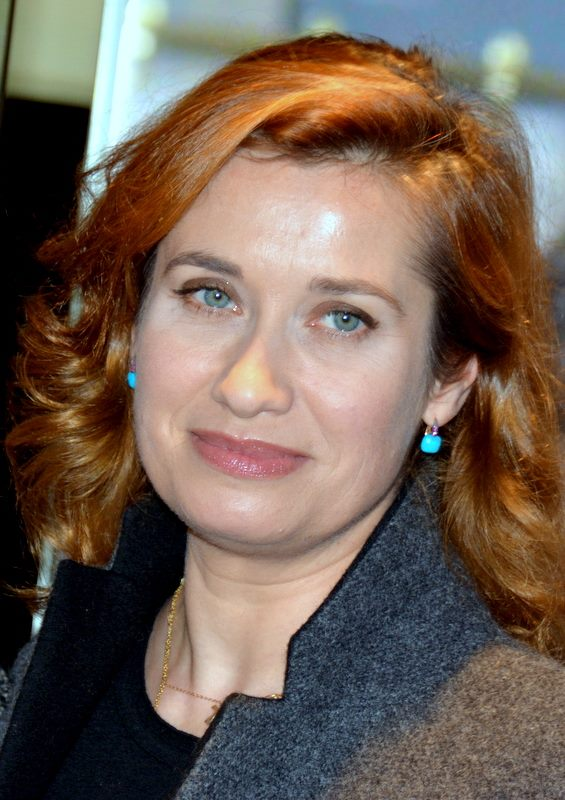
L'actrice Emmanuelle Devos.

- Emmanuelle Devos : Emmanuelle Blachey
- Suzanne Clément : Véra Jacob
- Richard Berry : Jean Beaumel
- Sami Frey : Henri Blachey
- Benjamin Biolay : Marc Ronsin
- Francine Bergé : Adrienne Postel-Devaux
- Anne Azoulay : Claire Dormoy
- Bernard Verley : Jean Archambault
- John Lynch : Gary Adams
- Olivier Claverie : le secrétaire général de l'Elysée
- Jérôme Deschamps : le PDG de Theorès
- Avy Marciano : Yves Lafferière
- Patrick Ligardes : le no 2 de Theorès
- Guillaume Pottier : Denis
- Lucie Borleteau : Laure Marty
- Zoé Caron : Louise
- Hyam Zaytoun : Sonia
- Winston Ong : Mr. Wang
- Song Li : l'interprète
- Loulou Hanssen : Solveig
- Frédéric Brillion : le no 3 de Theorès
- Laurent Manzoni : le no 4 de Theorès
- Cécile Ribault-Caillol : la secrétaire de Theorès
- Philippe Dusseau : Mathieu Rivas
- Bruno Fleury : Pierre
- Juliette Besson : la fille de Véra
- Raphaël Cohen : Zachary
- Ivan Heidsieck : le DRH de Theorès
- Aude Charlon de Nexon: la petite-fille d'Adrienne
- Florence Gout : l'assistante de Beaumel

## Production
Pour réaliser ce film, Tonie Marshall reçoit d'abord le soutien de Canal+ et France 3, puis a des difficultés à trouver d'autres partenaires. Le financement est bouclé plus tard grâce à la participation d'Axa et Coca-Cola.

## Analyse
Le film est féministe,, notamment car il s'attaque à la misogynie des dirigeants d'entreprise, tout en étant subtilement ironique à ce sujet. L'influence des réseaux francs-maçons est aussi abordée.

## Note
Le titre, Numéro une, représente ici une faute de français ; l'on devrait dire Numéro un. En effet, un est un adjectif numéral cardinal, employé comme ordinal.

## Nominations
| Date           | Distinction     | Catégorie         | Nom              | Résultat   |
| -------------- | --------------- | ----------------- | ---------------- | ---------- |
| 5 février 2018 | Prix Lumières   | Meilleure actrice | Emmanuelle Devos | Nomination |
| 2 mars 2018    | César du cinéma | Meilleure actrice | Emmanuelle Devos | Nomination |